# Furia incontrollata
Furia incontrollata è un film slasher del 1989 diretto da Douglas Grossman.

## Trama
Da bambina, Brooke Storm ha causato la morte di due bikers, colpevoli di aver staccato la testa alla sua bambola. Una volta cresciuta, la donna è diventata insegnante di biologia in una scuola. Alcuni suoi studenti - Dickens, John John, Smiler e Queenie - penetrano in casa sua per molestarla e terrorizzarla a morte. La donna, per lo shock subito, perde completamente la testa e decide di vendicarsi eliminando i suoi aguzzini uno dopo l'altro.

## Produzione
Il film è stato girato nel 1986, ma la sua distribuzione venne interrotta in seguito alla morte per AIDS del protagonista Christopher Stryker avvenuta il 22 settembre 1987. Il film venne poi distribuito solamente nel 1989.
Le riprese in esterni hanno avuto luogo nella contea di Westchester, New York.
Le riprese sono durate diciotto giorni.

## Distribuzione
Il film venne distribuito nei cinema negli Stati Uniti a partire dal 12 maggio 1989.
Originariamente il film era intitolato What Do You Want To Do Tonight?, ma i distributori lo hanno modificato in Hell High per la sua uscita nei cinema.

## Accoglienza

### Critica
Richard Harrington del The Washington Post ha dato al film una recensione negativa, scrivendo: "Anche all'interno delle limitate aspettative del genere horror, non è particolarmente soddisfacente, dal momento che i brividi sono tutti a buon mercato. Tuttavia, sorbendosi Furia incontrallata è probabile che si riporti alla mente almeno un ricordo del liceo, quello di una lunga, lunga, lunga detenzione, resa peggiore perché devi pagarla." Cavett Binion di AllMovie non è rimasto impressionato dal film, definendolo un "thriller slasher di routine", anche se uno che "si discosta leggermente dalla formula standard per mezzo di una sceneggiatura abbastanza intelligente."
La maggior parte delle recensioni sono state negative. Tuttavia, Brett Gallman sul suo sito web Oh, the Horror! lo considera "una perversione strana, allampanata e disordinata degli slasher degli anni '80", elogiando la narrativa più oscura del film, le performance e lo smantellamento della tipica formula del film slasher.

## Home media
Il film è stato distribuito in DVD negli Stati Uniti dalla Shriek Show il 13 luglio 2004. Successivamente è stato ripubblicato dalla società come parte del suo cofanetto di tre dischi "High School Horrors Pack" il 15 novembre 2005.
In Italia il film è stato rilasciato in VHS dalla etichetta Eureka Video. Venne distribuito in DVD col titolo Raging Fury l'8 novembre 2010 dalla Terminal Video Italia srl. Il 9 luglio 2020 è stato nuovamente distribuito in DVD in edizione restaurata da parte della Serendipity Srls.